# Melanetettix curvatus
Melanetettix curvatus är en insektsart som beskrevs av Knight och Fletcher 2007. Melanetettix curvatus ingår i släktet Melanetettix och familjen dvärgstritar. Inga underarter finns listade i Catalogue of Life.